# Sărituri în apă la Jocurile Olimpice de vară din 2024 - 10 metri platformă (masculin)
Proba masculină de sărituri în apă - 10 metri trambulină de la Jocurile Olimpice de vară din 2024 de la Paris a avut loc în perioada 6-7 august 2024, la Piscina olimpică din Saint-Denis.

## Formatul competiției
Competiția se va desfășura în 3 etape:
- Etapa preliminară: toți sportivii vor sări de șase ori; primii 18 sportivi se vor califica în semifinală
- Semifinala: cei 18 sportivi vor sări de 6 ori; punctajele din calificări se vor șterge și primii 12 din clasament se vor califica în finală.
- Finala: Cei 12 sportivi vor sări de șase ori. Punctajele din semifinală se vor șterge și primii trei din clasament vor primi medaliile de aur, argint și bronz.

## Program
Orele sunt ora Franței (UTC+1) 
| Data                    | Timp  | Etapă      |
| ----------------------- | ----- | ---------- |
| Vineri, 9 august 2024   | 15:00 | Calificări |
| Sâmbătă, 10 august 2024 | 15:00 | Semifinala |
| Sâmbătă, 10 august 2024 | 15:00 | Finala     |

## Rezultate
Au participat 27 de săritori din 19 țări.
| Loc | Sportiv                | Țară                       | Calificări | Calificări | Semifinală                     | Semifinală                     | Finală                         | Finală                         | Finală                         | Finală                         | Finală                         | Finală                         | Total                          |
| Loc | Sportiv                | Țară                       | Puncte     | Loc        | Puncte                         | Loc                            | Săritura 1                     | Săritura 2                     | Săritura 3                     | Săritura 4                     | Săritura 5                     | Săritura 6                     | Total                          |
| --- | ---------------------- | -------------------------- | ---------- | ---------- | ------------------------------ | ------------------------------ | ------------------------------ | ------------------------------ | ------------------------------ | ------------------------------ | ------------------------------ | ------------------------------ | ------------------------------ |
| 1   | Cao Yuan               | China                      | 500,15     | 1          | 504,00                         | 1                              | 96,90                          | 86,40                          | 97,20                          | 91,80                          | 88,80                          | 86,40                          | 547,50                         |
| 2   | Rikuto Tamai           | Japonia                    | 497,15     | 2          | 477,00                         | 3                              | 88,00                          | 95,40                          | 94,35                          | 91,80                          | 39,10                          | 99,00                          | 507,65                         |
| 3   | Noah Williams          | Marea Britanie             | 446,70     | 8          | 400,90                         | 12                             | 78,40                          | 86,40                          | 81,60                          | 63,00                          | 93,60                          | 94,35                          | 497,35                         |
| 4   | Cassiel Rousseau       | Australia                  | 453,10     | 7          | 469,25                         | 4                              | 86,70                          | 81,00                          | 76,80                          | 61,20                          | 82,80                          | 92,50                          | 481,00                         |
| 5   | Randal Willars         | Mexic                      | 460,75     | 6          | 432,45                         | 7                              | 84,00                          | 88,40                          | 73,50                          | 84,60                          | 84,40                          | 61,50                          | 478,40                         |
| 6   | Timo Barthel           | Germania                   | 402,65     | 12         | 411,50                         | 9                              | 70,40                          | 69,30                          | 79,20                          | 67,50                          | 81,60                          | 78,20                          | 446,20                         |
| 7   | Rylan Wiens            | Canada                     | 485,25     | 3          | 468,40                         | 5                              | 76,80                          | 88,80                          | 90,10                          | 70,20                          | 42,90                          | 76,80                          | 445,60                         |
| 8   | Oleksiy Sereda         | Ucraina                    | 479,45     | 5          | 405,05                         | 11                             | 67,20                          | 66,60                          | 66,30                          | 75,60                          | 64,80                          | 86,40                          | 426,90                         |
| 9   | Kevin Berlín           | Mexic                      | 407,15     | 11         | 428,65                         | 8                              | 65,60                          | 59,50                          | 79,90                          | 77,40                          | 53,65                          | 84,60                          | 420,65                         |
| 10  | Nathan Zsombor-Murray  | Canada                     | 407,20     | 10         | 410,80                         | 10                             | 83,20                          | 61,05                          | 64,35                          | 72,00                          | 45,90                          | 78,40                          | 404,90                         |
| 11  | Kyle Kothari           | Marea Britanie             | 433,10     | 9          | 443,55                         | 6                              | 70,40                          | 81,60                          | 72,00                          | 44,55                          | 59,20                          | 73,80                          | 401,55                         |
| 12  | Yang Hao               | China                      | 479,80     | 4          | 490,55                         | 2                              | 76,80                          | 59,50                          | 61,20                          | 54,00                          | 83,20                          | 55,50                          | 390,20                         |
| 13  | Riccardo Giovannini    | Italia                     | 387,65     | 15         | 400,65                         | 13                             | Nu a avansat în faza următoare | Nu a avansat în faza următoare | Nu a avansat în faza următoare | Nu a avansat în faza următoare | Nu a avansat în faza următoare | Nu a avansat în faza următoare | Nu a avansat în faza următoare |
| 14  | Robert Łukaszewicz     | Polonia                    | 366,05     | 18         | 396,45                         | 14                             | Nu a avansat în faza următoare | Nu a avansat în faza următoare | Nu a avansat în faza următoare | Nu a avansat în faza următoare | Nu a avansat în faza următoare | Nu a avansat în faza următoare | Nu a avansat în faza următoare |
| 15  | Andreas Sargent Larsen | Italia                     | 369,50     | 16         | 394,15                         | 15                             | Nu a avansat în faza următoare | Nu a avansat în faza următoare | Nu a avansat în faza următoare | Nu a avansat în faza următoare | Nu a avansat în faza următoare | Nu a avansat în faza următoare | Nu a avansat în faza următoare |
| 16  | Jaxon Bowshire         | Australia                  | 390,30     | 14         | 379,40                         | 16                             | Nu a avansat în faza următoare | Nu a avansat în faza următoare | Nu a avansat în faza următoare | Nu a avansat în faza următoare | Nu a avansat în faza următoare | Nu a avansat în faza următoare | Nu a avansat în faza următoare |
| 17  | Brandon Loschiavo      | Statele Unite ale Americii | 393,65     | 13         | 372,45                         | 17                             | Nu a avansat în faza următoare | Nu a avansat în faza următoare | Nu a avansat în faza următoare | Nu a avansat în faza următoare | Nu a avansat în faza următoare | Nu a avansat în faza următoare | Nu a avansat în faza următoare |
| 18  | Shin Jung-whi          | Coreea de Sud              | 369,20     | 17         | 290,60                         | 18                             | Nu a avansat în faza următoare | Nu a avansat în faza următoare | Nu a avansat în faza următoare | Nu a avansat în faza următoare | Nu a avansat în faza următoare | Nu a avansat în faza următoare | Nu a avansat în faza următoare |
| 19  | Carson Tyler           | Statele Unite ale Americii | 363,75     | 19         | Nu a avansat în faza următoare | Nu a avansat în faza următoare | Nu a avansat în faza următoare | Nu a avansat în faza următoare | Nu a avansat în faza următoare | Nu a avansat în faza următoare | Nu a avansat în faza următoare | Nu a avansat în faza următoare | Nu a avansat în faza următoare |
| 20  | Alejandro Solarte      | Columbia                   | 363,10     | 20         | Nu a avansat în faza următoare | Nu a avansat în faza următoare | Nu a avansat în faza următoare | Nu a avansat în faza următoare | Nu a avansat în faza următoare | Nu a avansat în faza următoare | Nu a avansat în faza următoare | Nu a avansat în faza următoare | Nu a avansat în faza următoare |
| 21  | Igor Myalin            | Uzbekistan                 | 357,10     | 21         | Nu a avansat în faza următoare | Nu a avansat în faza următoare | Nu a avansat în faza următoare | Nu a avansat în faza următoare | Nu a avansat în faza următoare | Nu a avansat în faza următoare | Nu a avansat în faza următoare | Nu a avansat în faza următoare | Nu a avansat în faza următoare |
| 22  | Im Yong-myong          | Coreea de Nord             | 347,10     | 22         | Nu a avansat în faza următoare | Nu a avansat în faza următoare | Nu a avansat în faza următoare | Nu a avansat în faza următoare | Nu a avansat în faza următoare | Nu a avansat în faza următoare | Nu a avansat în faza următoare | Nu a avansat în faza următoare | Nu a avansat în faza următoare |
| 23  | Anton Knoll            | Austria                    | 321,55     | 23         | Nu a avansat în faza următoare | Nu a avansat în faza următoare | Nu a avansat în faza următoare | Nu a avansat în faza următoare | Nu a avansat în faza următoare | Nu a avansat în faza următoare | Nu a avansat în faza următoare | Nu a avansat în faza următoare | Nu a avansat în faza următoare |
| 24  | Kim Yeong-taek         | Coreea de Sud              | 320,40     | 24         | Nu a avansat în faza următoare | Nu a avansat în faza următoare | Nu a avansat în faza următoare | Nu a avansat în faza următoare | Nu a avansat în faza următoare | Nu a avansat în faza următoare | Nu a avansat în faza următoare | Nu a avansat în faza următoare | Nu a avansat în faza următoare |
| 25  | Bertrand Rhodict Lises | Malaezia                   | 313,70     | 25         | Nu a avansat în faza următoare | Nu a avansat în faza următoare | Nu a avansat în faza următoare | Nu a avansat în faza următoare | Nu a avansat în faza următoare | Nu a avansat în faza următoare | Nu a avansat în faza următoare | Nu a avansat în faza următoare | Nu a avansat în faza următoare |
| 26  | Ramez Sobhy            | Egipt                      | 266,95     | 26         | Nu a avansat în faza următoare | Nu a avansat în faza următoare | Nu a avansat în faza următoare | Nu a avansat în faza următoare | Nu a avansat în faza următoare | Nu a avansat în faza următoare | Nu a avansat în faza următoare | Nu a avansat în faza următoare | Nu a avansat în faza următoare |